# Leptanthura coralliophila
Leptanthura coralliophila là một loài chân đều trong họ Leptanthuridae. Loài này được Müller miêu tả khoa học năm 1992.